# Национальный университет обороны (Казахстан)
Национальный университет обороны Республики Казахстан (каз. Қазақстан Республикасының Ұлттық Қорғаныс университеті) — высшее военно-учебное заведение для обучения, подготовки и повышения квалификации высших и старших офицеров Вооружённых Сил, других министерств и ведомств Республики Казахстан, руководителей и должностных лиц органов государственной и исполнительной власти, предприятий и учреждений оборонно-промышленного комплекса, офицеров иностранных армий.

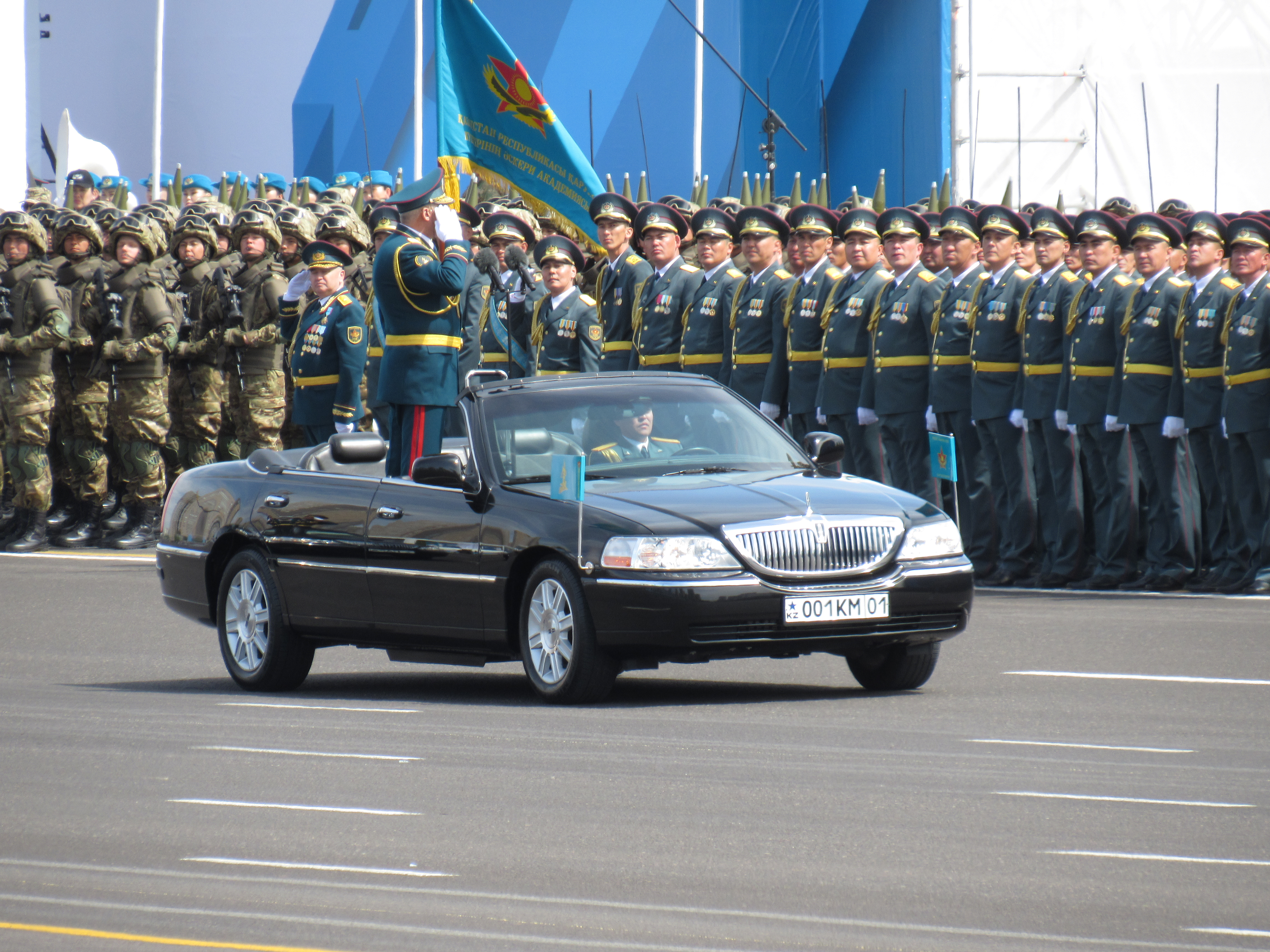
Министр обороны РК перед парадным расчётом Национального университета обороны. Видно старое боевое знамя Военной академии ВС РК (текст на знамени — Қазақстан Республикасы Қарулы күштерінің Әскери академиясы).
Астана. 7 мая 2025 года

## История

### Создание Военной академии
С обретением независимости Казахстаном в 1991 году, в вооружённых силах возникла проблема подготовки и повышения квалификации старших офицеров. Частично вопрос решался за счёт обучения офицеров вооружённых сил в военных академиях Российской Федерации и дальнего зарубежья.
11 февраля 1997 года вышел указ Президента Казахстана о реформировании Алматинского высшего военного училища им. И. С. Конева в Военную академию Вооружённых Сил Республики Казахстан. Данное решение было продиктовано экономическим состоянием государства на тот период. В результате реформирования на базе бывшего общевойскового командного училища производилось как прежнее обучение курсантов по различным военным специальностям, с получением по окончании 4-летней программы воинского звания лейтенант, так и повышение квалификации слушателей из числа старших офицеров по 2-х и 3-х годичной программе. Подобному совмещению способствовало наличие опытного преподавательского состава а также соответствующая учебная материально-техническая база училища.
16 июня 1997 года вышло постановление № 977 Правительства Республики Казахстан «Положение о Военной академии Вооружённых Сил Республики Казахстан», в котором были определены правила обучения для курсантов и слушателей, а также подробная организация Военной академии (Устав Военной академии ВС РК)..
Основными задачами поставленными перед Военной академией были определены:
- подготовка офицерских кадров с высшим военным и высшим военно-специальным образованием;
- переподготовка и усовершенствование офицерского состава;
- подготовка военных научно-педагогических кадров.

### Передислокация Военной академии
В связи с переносом столицы из Алма-Аты в Астану сопровождавшееся переездом всех государственных органов власти, а также в связи с улучшением экономического положения в государстве, возникла необходимость в передислокации Военной академии на относительно близкое расстояние к столице.
27 февраля 2002 года вышел Указ Президента Республики Казахстан № 815 «О реорганизации государственного учреждения Военной академии Вооружённых Сил Республики Казахстан». 2 мая 2002 года вышла Директива Министра обороны Республики Казахстан № 1/29/1/1248 «О проведении организационных мероприятий в военно-учебных заведениях Вооружённых Сил Республики Казахстан». Согласно этим документам Военная академия ВС РК была передислоцирована в г. Щучинск Акмолинской области, а из её состава было выделен Военный институт сухопутных войск, оставшийся в Алма-Ате.
Как и при первом создании Военной академии в 1997 году, выбор Щучинска объяснялся наличием в нём крупного военного учебного заведения в виде Кадетского корпуса Министерства обороны РК, которое с 1996 года занималось подготовкой профессиональных сержантов для ВС РК, а также относительной близостью к столице (230 километров).

### Вторая передислокация и переименование Военной академии
21 августа 2003 года Указом Президента РК № 1173 Военная академия ВС РК преобразована в ГУ «Национальный университет обороны» (НУО), главной задачей стала подготовка офицерских кадров по программе высшего профессионального образования для ВС РК, других войск и воинских формирований Республики Казахстан по следующим специальностям:
- Военное и государственное управление
- Военное и административное управление;
- Управление техническим обеспечением;
- Управление тыловым обеспечением;
- Управление воспитательной и социально-правовой работы;
- Управление военного образования.

В соответствии с решением Совета Министров обороны ОДКБ от 30 ноября 2005 года Национальный университет обороны включен в Перечень учебных заведений совместной подготовки военных кадров для вооружённых сил государств — членов организации.
В 2008 году в Астане началось строительства комплекса зданий для университета на территории 20 гектаров, включая 16 зданий общей площадью более 107 тысяч м2, из которых порядка 21 тысячи м2 отведено под жильё.
В 2014 году Национальный университет обороны был передислоцирован из Щучинска в столицу.
1 июля 2014 года университет стал именоваться Национальный университет обороны имени Первого Президента РК — Лидера Нации (прим. в честь Нурсултана Назарбаева). 25 января 2018 года слова Лидера нации были заменены на Елбасы (титул Назарбаева).
15 апреля 2015 года НУО вступил в Ассоциацию университетов Европы.
В июле 2020 года на территории был установлен памятник Назарбаеву. В январе 2024 года Приказом министра обороны РК наименование ВУЗа изменено на Национальный университет обороны РК и принято решение переместить памятник Назарбаеву в здание Государственного военно-исторического музея ВС РК. На данный момент в НУО обучаются слушатели из Киргизии, Армении, Таджикистана.

## Обучение в университете
Обучение в университете осуществляется на 10 факультетах и 27 кафедрах по 9 специальностям (22 квалификации) магистратуры и 3 специальностям докторантуры:
- Факультет «Академия Генерального штаба ВС» — подготовка кадров стратегического и оперативно-стратегического звеньев управления по специальности «Военное и государственное управление»

- кафедра военного и государственного управления;
- кафедра стратегии;
- кафедра тактики.

- Факультет «Институт повышения квалификации» — осуществляет переподготовку и повышение квалификации военнослужащих

- кафедра подготовки иностранных военнослужащих;
- кафедра общевоенных дисциплин — за кафедрой закреплены курсы:

- Курсовая подготовка со специалистами государственных органов по планированию обороны государства;
- Курсовая подготовка со специалистами Главных оперативных управлений и оперативных управлений штабов региональных командований и родов войск ВС РК;
- Курсовая подготовка со специалистами технического обеспечения соединений и частей ВС РК;
- Курсовая подготовка со специалистами радиоэлектронной борьбы ВС РК;
- Курсовая подготовка интенсивного изучения иностранного языка (английского);
- Курсовая подготовка со специалистами ВС РК, других войск и воинских формирований, государственных органов по вопросам территориальной обороны;
- Курсовая подготовка с заместителями командиров по воспитательной и идеологической работе соединений и частей ВС РК;
- Курсовая подготовка со специалистами тылового обеспечения соединений и частей ВС РК;
- Курсовая подготовка с начальниками инженерных войск, инженерных служб ВС РК;
- Курсовая подготовка со специалистами радиационной, химической и биологической защиты соединений и частей ВС РК;
- Курсовая подготовка со специалистами разведывательных служб соединений и частей ВС РК;
- Курсовая подготовка со специалистами мобилизационной работы ВС РК, других войск, воинских формирований, местных органов военного управления и специальных государственных органов Республики Казахстан;
- Курсовая подготовка с профессорско-преподавательским составом военных учебных заведений МО РК.
- Платные курсы:

- Курсы интенсивного изучения иностранного языка (английского)
- Курсы повышения квалификации профессорско-преподавательского состава военных кафедр при гражданских высших учебных заведениях
- Курсовая подготовка с помощниками акимов по вопросам военной безопасности и обороны.

- Общевойсковой факультет имени Б. Момышулы — магистратура по специальности «Менеджмент в военном деле» по следующим специализациям: «Управление оперативно-тактическое соединениями и частями мотострелковых (танковых) и десантно-штурмовых войск», «Управление оперативно-тактическое соединениями и частями ракетных войск и артиллерии», «Управление оперативно-тактическое инженерными войсками», «Управление оперативно-тактическое радиационной, химической и биологической защитой войск» и «Управление мобилизационной подготовкой и территориальной обороной».

- кафедра оперативного искусства и тактики;
- кафедра управления войсками и службы общевойсковых штабов;
- кафедра Ракетных войск и артиллерии;
- кафедра Инженерных войск и войск РХБЗ и экологической безопасности;
- кафедра мобилизационной подготовки и территориальной обороны;
- кафедра физической подготовки и спорта.

- Факультет Сил воздушной обороны и безопасности информационных систем — магистратура по специальности «Менеджмент в военном деле» по квалификациям «Управление оперативно-тактическое соединениями и частями Военно-воздушных сил», «Управление оперативно-тактическое соединениями и частями Войск противовоздушной обороны» и «Боевое управление»; по специальности «Кибербезопасность и системы информационной безопасности в военном деле» с квалификацией «Управление системами кибербезопасности и защиты информации»

- кафедра Военно-воздушных сил;
- кафедра Войск противовоздушной обороны;
- кафедра информационной безопасности.

- Факультет тылового и технического обеспечения — магистратура по специальности «Логистика в военном деле» с присвоением квалификации специалиста в области «Управление тыловым обеспечением» и «Управление техническим обеспечением», докторантура по специальности «Вооружение и военная техника» с присуждением степени доктора философии (PhD).

- кафедра тылового обеспечения;
- кафедра технического обеспечения.

- Факультет военно-гуманитарных наук — подготовка кадров по специальности «Социальная и идеологическая работа в воинском коллективе» по квалификации «Организация воспитательной и идеологической работы»

- кафедра военной истории и права;
- кафедра общественных дисциплин и педагогики;
- кафедра языков.

- Факультет Национальной гвардии Республики Казахстан — подготовка кадров по специальности «Менеджмент в Национальной гвардии» по квалификациям «Управление оперативно-тактическое Национальной гвардии», «Управление оперативно-тактическое гражданской обороны», «Организация воспитательной и идеологической работы Национальной гвардии», «Управление техническим обеспечением Национальной гвардии» и «Управление тыловым обеспечением Национальной гвардии»

- кафедра оперативного искусства и тактики Национальной гвардии;
- кафедра обеспечения служебно-боевой деятельности Национальной гвардии.

- Факультет Пограничной службы Комитета национальной безопасности.
- Факультет Cлужбы государственной охраны — подготовка сотрудников и военнослужащих СГО РК по специальностям «Менеджмент в сфере государственной охраны» и «Оперативно-техническая деятельность в сфере государственной охраны».

## Начальники университета
Список начальников университета после его разделения с Военным институтом сухопутных войск:
- генерал-майор Уразов Едил Лукпанович — ноябрь 2003 — август 2005;
- генерал-майор Шойнбаев Асхат Ульмесович — август 2005 — 6 ноября 2008;
- генерал-лейтенант Джанасаев Булат Бахитжанович — 17 июля 2009 — 24 мая 2010;
- генерал-майор Куатов Николай Мамбетович — 15 июня 2010 — 25 апреля 2012;
- генерал-майор Рыспаев Асхат Наурызбаевич — 25 апреля 2012 — 7 августа 2018;
- генерал-полковник Жасузаков Сакен Адилханович — 7 августа 2018 — 7 августа 2019;
- генерал-лейтенант Камалетдинов Султан Буркутбаевич — 18 октября 2019 — 15 апреля 2022;
- генерал-майор Альчекенов Лут Сапуович — 15 апреля 2022 — 22 января 2024;
- генерал-майор Мустабеков Аскар Досбосынович - 22 января 2024 по настоящее время.